# Тхужниця-Шляхецька
Тхужниця-Шляхецька (пол. Tchórznica Szlachecka) — село в Польщі, у гміні Сабне Соколовського повіту Мазовецького воєводства.
Населення — 80 осіб (2011).
У 1975-1998 роках село належало до Седлецького воєводства.

## Демографія
Демографічна структура станом на 31 березня 2011 року:
|          | Загалом | Допрацездатний вік | Працездатний вік | Постпрацездатний вік |
| -------- | ------- | ------------------ | ---------------- | -------------------- |
| Чоловіки | 36      | 7                  | 22               | 7                    |
| Жінки    | 44      | 7                  | 25               | 12                   |
| Разом    | 80      | 14                 | 47               | 19                   |